# حباك مقلنس
الحباك المقلنس او نساج القرية (الاسم العلمي: Ploceus cucullatus) نوع من الطيور الصغيرة من فصيلة الحباك، متوطن في أنغولا، بنين، بوتسوانا، بوركينا فاسو، بوروندي، الكاميرون، جمهورية أفريقيا الوسطى، تشاد، جمهورية الكونغو، جمهورية الكونغو الديمقراطية، ساحل العاج، غينيا الاستوائية، إريتيريا، إثيوبيا، الغابون، غامبيا، غانا، غينيا، غينيا بيساو، كينيا، ليسوتو، ليبيريا، مالاوي، مالي، موريتانيا، موزمبيق، ناميبيا، النيجر، نيجيريا، رواندا، ساو توميه وبرينسيب، السنغال، سيراليون، الصومال، جنوب أفريقيا، جنوب السودان، السودان، سوازيلاند، تنزانيا، توغو، أوغندا، زامبيا وزيمبابوي.